# 喬赫利亞維爾基山
16°43′8″S 68°42′8″W / 16.71889°S 68.70222°W
喬赫利亞維爾基山（Chhuxlla Willk'i），是玻利維亞的山峰，位於該國西部拉巴斯省的因加維省，屬於安第斯山脈中奇利亞-基姆薩查塔山脈的一部分，海拔高度4,664米。